# Udo Sieverding

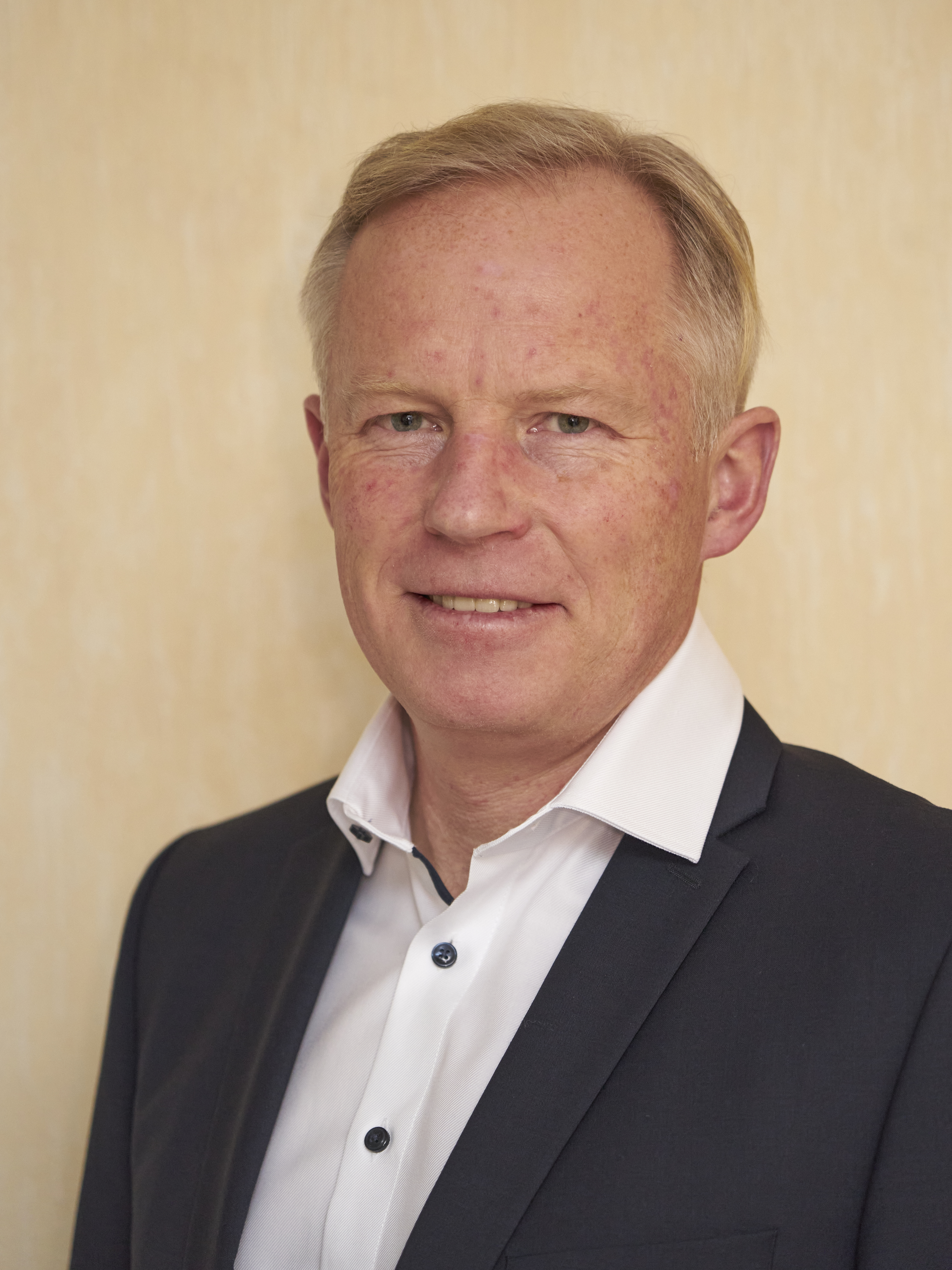
Udo Sieverding

Udo Sieverding (* 1970 in Borken) ist ein deutscher Geograf, sowie Energie- und Verkehrsfachmann. Durch zahlreiche Medienauftritte erlangte er eine überregionale Bekanntheit.

## Leben und Wirken
Sieverding studierte Geografie mit den Schwerpunkten Landschaftsökologie und Klimaschutz an der Westfälischen Wilhelms-Universität Münster. Von 1998 bis 2023 arbeitete er bei der Verbraucherzentrale Nordrhein-Westfalen im Themenfeld Klimaschutz, Mobilität und Energie. Ab 2007 leitete er dort den Themenbereich Energie und war Mitglied der Geschäftsleitung. Zu seinen Hauptaufgaben gehörten die Organisation der Energieberatung für private Haushalte in Nordrhein-Westfalen, die Kooperationen mit Kommunen und Verbänden sowie die Öffentlichkeitsarbeit. In dieser Funktion hatte Sieverding zahlreiche Auftritte in Funk und Fernsehen. Insbesondere seit der Energiekrise infolge des russischen Angriffskrieges auf die Ukraine war er ein gefragter Interview- und Gesprächspartner.
Ab 2001 war Sieverding als Projektleiter für den Aufbau der Schlichtungsstelle Nahverkehr e.V. verantwortlich, und er gehörte bis 2017 dem Vorstand des Vereins an. In dieser Zeit startete in Deutschland die Diskussion um Fahrgastrechte im Nah- und Fernverkehr, die von den Verbraucherzentralen maßgeblich vorangetrieben wurde.
Ab 2007 war er Vorstand von EnergieVision, einem Verein zur Zertifizierung von Ökostrom, bis die Verbraucherzentrale NRW ihre Mitgliedschaft 2015 beendet hat. Später äußerte sich Sieverding skeptisch über die Entwicklung der Ökostromtarife, weil sie seiner Meinung nach kaum einen Beitrag zum Ausbau der Erneuerbaren Energiequellen liefern und Verbraucher in die Irre führen. Den massiven Ausbau der regenerativen Energien sah er als Schlüssel für bezahlbare Energiepreise und zur Abfederung sozialer Härten.
Als Fachmann zu Klimaschutz- und Energiewende-Fragen vertrat Udo Sieverding die Verbraucherzentrale NRW in zahlreichen Gremien, unter anderem im Rat der Agora Energiewende, im Vorstand des KlimaDiskurs.NRW und der Schlichtungsstelle Energie.
Sieverding ist seit 2023 Abteilungsleiter im NRW-Landesministerium für Umwelt, Naturschutz und Verkehr.